# BKCP-Powerplus/Saison 2014
Dieser Artikel listet Erfolge und Fahrer des Radsportteams BKCP-Powerplus in der Saison 2014 auf.

## Erfolge in der UCI Europe Tour
In der Saison 2014 gelangen dem Team nachstehende Erfolge in der UCI Europe Tour.
| Datum          | Rennen                          | Kat. | Fahrer               |
| -------------- | ------------------------------- | ---- | -------------------- |
| 16. Juni       | Ronde van Limburg               | 1.1  | Mathieu van der Poel |
| 1. August      | 3. Etappe Tour Alsace           | 2.2  | Mathieu van der Poel |
| 23. August     | 4. Etappe Baltic Chain Tour     | 2.2  | Mathieu van der Poel |
| 19.–24. August | Gesamtwertung Baltic Chain Tour | 2.2  | Mathieu van der Poel |

## Erfolge in der Cyclocross Tour
In den Rennen der Cyclocross-Saison 2013/14 gelangen dem Team nachstehende Erfolge.
| Datum         | Rennen                                                       | Fahrer               |
| ------------- | ------------------------------------------------------------ | -------------------- |
| 15. September | Süpercross Baden, Baden                                      | Philipp Walsleben    |
| 15. September | Steenbergcross, Erpe-Mere                                    | Niels Albert         |
| 28. September | Grote Prijs Neerpelt, Neerpelt                               | Niels Albert         |
| 10. November  | Superprestige Hamme-Zogge, Hamme-Zogge                       | Niels Albert         |
| 23. November  | UCI-Weltcup, Koksijde                                        | Niels Albert         |
| 24. November  | Superprestige Gieten, Gieten                                 | Niels Albert         |
| 7. Dezember   | Scheldecross, Antwerpen                                      | Niels Albert         |
| 18. Dezember  | Cyclocross van het Waasland, Sint-Niklaas                    | Niels Albert         |
| 5. Januar     | UCI-Weltcup, Rom                                             | Niels Albert         |
| 12. Januar    | Deutsche Meisterschaft, Döhlau                               | Philipp Walsleben    |
| 12. Januar    | Niederländische Meisterschaft, Gieten (U23)                  | Mathieu van der Poel |
| 18. Januar    | Internationale Cyclocross Rucphen, Rucphen                   | Philipp Walsleben    |
| 16. Februar   | Internationale Cyclocross Heerlen, Heerlen                   | Mathieu van der Poel |
| 23. Februar   | bpost bank Trofee - Internationale Sluitingsprijs, Oostmalle | Niels Albert         |

## Zugänge – Abgänge
| Zugänge                  | Team 2013                          | Abgänge                | Team 2014                                      |
| ------------------------ | ---------------------------------- | ---------------------- | ---------------------------------------------- |
| Vincent Baestaens        | Crelan-Euphony                     | Quentin Jaurégui       | Roubaix Lille Métropole                        |
| Mathieu van der Poel     | Neoprofi                           | Dieter Vanthourenhout  | Sunweb-Napoleon Games Cycling Team             |
| Toon Wouters (ab 01.07.) | Sunweb-Napoleon Games Cycling Team | Michael Vanthourenhout | Sunweb-Napoleon Games Cycling Team             |
|                          |                                    | Jens Adams             | Vastgoedservice-Golden Palace Continental Team |

## Mannschaft
| Name                 | Geburtstag         | Nationalität |
| -------------------- | ------------------ | ------------ |
| Niels Albert         | 5. Februar 1986    | Belgien      |
| Vincent Baestaens    | 18. Juni 1989      | Belgien      |
| Wietse Bosmans       | 30. Dezember 1991  | Belgien      |
| Daan Hoeyberghs      | 18. September 1994 | Belgien      |
| Lubomír Petruš       | 17. Juli 1990      | Tschechien   |
| David van der Poel   | 15. Juni 1992      | Niederlande  |
| Mathieu van der Poel | 19. Januar 1995    | Niederlande  |
| Philipp Walsleben    | 19. November 1987  | Deutschland  |
| Toon Wouters         | 21. November 1994  | Niederlande  |